# Age of the Fifth Sun
Age Of The Fifth Sun – piąty album post-rockowego zespołu God Is an Astronaut z Irlandii. Został wydany 17 maja 2010 roku.

## Lista Utworów
1. Worlds in Collision – 7:39
2. In the Distance Fading – 4:31
3. Lost Kingdom – 5:23
4. Golden Sky – 6:33
5. Dark Rift – 5:08
6. Parallel Highway – 3:56
7. Shining Through – 5:08
8. Age of the Fifth Sun – 6:28
9. Paradise Remains – 2:25

## Twórcy
- Torsten Kinsella (wokal, gitara, klawisze)
- Niels Kinsella (bas, gitara)
- Lloyd Hanney (perkusja, syntezatory)